# 沙王渭河大桥
沙王渭河大桥是一座位于中华人民共和国陕西省渭南市市区沙王村的公路桥，是国道G108的组成部分。桥梁全长2294米，于1991年10月31日开工建设，1994年6月建成，建成时是陕西省境内上最长的桥梁。沙王渭河大桥是渭南市区继上涨渡渭河大桥之后第二座横跨渭河的桥梁。

## 历史
1969年修建的上涨渡渭河大桥是当时渭南市区通往渭北各县的唯一通道，但是这座桥梁设计标准很低，大桥引线都在河滩地带，每年渭河汛期，河水上涨时，引桥就会被浸在水下，致使交通中断。1990年代初，渭南市决定在上涨渡渭河大桥上游修建一座新的公路桥梁，使108国道从市区西部绕行通过。1991年10月31日，大桥正式奠基开工建设，是陕西省“八五”重点建设项目之一，总投资5000余万元。1994年6月，大桥正式建成通车。2010年底上涨渡渭河大桥被拆除后沙王渭河大桥成为渭南市区现存最老的渭河大桥。

## 现状
大桥开通后，成为了渭南市区通往渭北各县的主要通道，多年来受到各种大型载重车辆碾压，桥面和护栏损毁较为严重，2008年8月20日起将其作为危桥进行封闭，实施为期7个月的桥面大修，对桥面进行了重新铺装并更换了护栏及伸缩缝，2009年4月16日大修结束，大桥恢复了通行。大修期间108国道曾经一度形成拥堵。

## 其他
徐兰高速铁路渭南北站位于大桥南端西侧，渭南公交6路原起点站“沙王大桥站”在北站落成后更名为“渭南北站”。